# Neoergasilus ferozepurensis
Neoergasilus ferozepurensis is een eenoogkreeftjessoort uit de familie van de Ergasilidae. De wetenschappelijke naam van de soort is voor het eerst geldig gepubliceerd in 1988 door Kumari, Khera & Gupta.